# Cleonides
Cleonides (Kleoneides) war ein altgriechischer Musiktheoretiker.
Er gilt als Autor einer Einführung in die Harmonik (Eisagoge harmonike), die früher auch häufig Euklid oder Pappos zugeschrieben wurde. Sein Name erscheint auf zehn mittelalterlichen Handschriften des Textes, auf anderen sind Euklid oder Pappos oder (seltener) ein Zosimus als Autor angegeben.
Da er das System von Aristoxenos benutzt, kann der Text nicht von Euklid oder Pappos sein, die dem pythagoräischen System anhingen. Die Datierung ist nach Jon Solomon nicht näher einzugrenzen als zwischen dem 3. Jahrhundert v. Chr. und dem 4. Jahrhundert n. Chr., aber eine Datierung nach dem 1. Jahrhundert v. Chr. ist wahrscheinlich, da ab dieser Zeit die Bezeichnung eisagoge im Titel üblich wurde.
Sein Text wurde vom byzantinischen Musiktheoretiker Manuel Bryennios benutzt und das Vorhandensein von 40 erhaltenen Handschriften vom 12. bis 16. Jahrhundert zeigt, dass er bis in die Renaissance gelesen wurde. Die erste gedruckte Ausgabe erschien 1497 durch Giorgio Vala mit lateinischer Übersetzung. Sechs weitere Ausgaben erschienen vor dem 18. Jahrhundert.

## Schriften
Seine Einführung in die Harmonik ist in C. von Jan (Hrsg.).: Musici scriptores graeci, Leipzig 1895 (Nachdruck Hildesheim 1962), O. Strunk Source readings in music history, 2. Auflage New York 1998 (Bearbeiter L. Treitler), S. 35–46, und mit Übersetzung in der Dissertation von Jon Solomon: Cleonides: Eisagōgē harmonikē, Critical Edition, Translation, and Commentary, University of North Carolina 1980.